# Rytro
Rytro is een dorp in de Poolse woiwodschap Klein-Polen. De plaats maakt deel uit van de gemeente Rytro en telt 3500 inwoners.

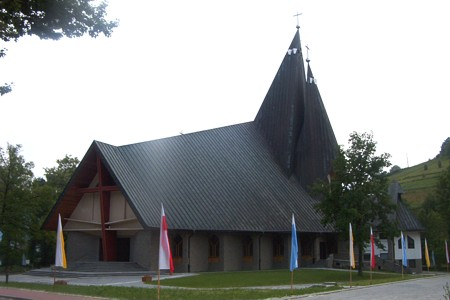
Kerk in Rytro